# Loriot
Loriot, pseudonym för Bernhard Victor Christoph-Carl von Bülow, kort Vicco von Bülow, född 12 november 1923 i Brandenburg an der Havel i provinsen Brandenburg, Tyskland, död 22 augusti 2011 i Ammerland am Starnberger See i Bayern, Tyskland, var en tysk humorist, tecknare, författare, skådespelare, regissör och professor för teaterkonst.

## Biografi
Loriots verk handlar huvudsakligen om mänskliga relationer och kommunikation, eller snarare missförstånd i kommunikationen mellan människor. Hans teckningar har i regel en underfundig text. Teman är framförallt vardagsliv, familjesituationer och det borgerliga samhället.
Vicco von Bülow, med artistnamnet Loriot, kommer från den gamla mecklenburgska adelsfamiljen Bülow och är son till Johann-Albrecht von Bülow (1899–1972) och Charlotte von Roeder (1899–1929). Han växte upp med sin ett år yngre bror Johan-Albrecht hos sin farmor och gammelfarmor i Berlin. 1933 flyttade bröderna tillbaka till sin far som efter skilsmässan från deras mor 1928 gift om sig 1932. 1938 flyttade familjen till Stuttgart där Loriot som 17-åring 1941 tog en förenklad studentexamen som fanns i Tyskland under första och andra världskriget (Notabitur). Han påbörjade en officerskarriär enligt familjetraditionen och deltagande i andra världskrigets och östfronten följde 1941-1945. 1943 tilldelades han Järnkorset. 1946 tog han sin fullständiga studentexamen. 1947-1949 studerade måleri och grafik på konstakademin i Hamburg. Efter det började Loriot som reklamtecknare och skapade sina karaktäristiska figurer ("Knollennasenmännchen"). Han arbetade vid "Die Straße" och Stern i Hamburg. Under kortare tid arbetade han även för Weltbild och Quick. Vid denna tid skapade han sitt artistnamn Loriot, franska för sommargylling, som är familjens släktvapen. 1951 gifte sig Vicco von Bülow med modetecknaren Rose-Marie Schlumborn. 
1954 gav han ut Reinhold das Nashorn med texter av Wolf Uecker, Günther Dahl och Verse von Basil och samma år kom hans första egna bok med humoristiska teckningar om olika teman: Auf den Hund gekommen. Efter att ha fått nej från flera tyska förlag gavs boken ut av Diogenes Verlag i Schweiz.
Loriot har även gjort mindre roller som skådespelare i filmer som Bron (1959) och Den längsta dagen (1962). Hans deltagande i Bron kom efter att han träffat regissören och velat följa inspelningen men istället skrevs in i handlingen. Loriot spelade en underrättelseofficer i filmen. 1967 följde arbeten för TV då Loriot ledde programmet Cartoon för ARD och snart kom hans egna tecknande kortfilmer. 1971 skapade han maskoten Wum för "Aktion Sorgenkind", en allmännyttig organisation som fram till år 2000 finansierades genom lotterier och gåvor och vars syfte var att hjälpa handikappade barn. 1976 kom TV-serien "Loriot" i sex delar med Loriot själv i sketcher tillsammans med tecknade inslag. 
1988 gjorde Loriot filmen Ödipussi och 1991 följde Pappa ante Portas.

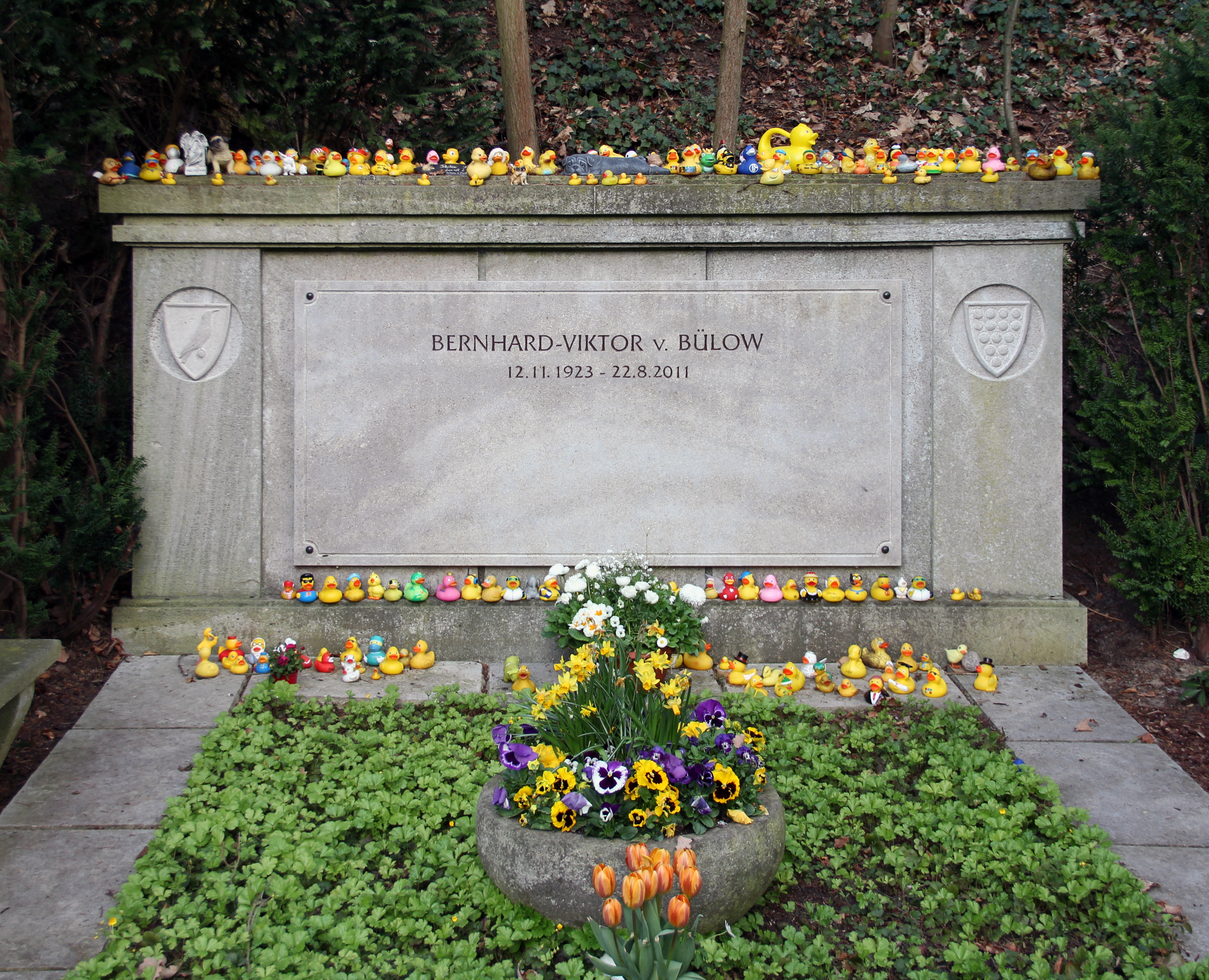
Loriots gravsten

Loriot fick ett antal utmärkelser och priser: 1974 och 1998 tilldelades han Bundesverdienstkreuz. 1980 mottog han Bayerischer Verdienstorden. Till detta kommer en rad TV-, kultur och konstpriser. Loriot satt även med i Akademie der Künste och Bayerische Akademie der Schönen Künste. Han var hedersprofessor vid Universität der Künste Berlin och Wuppertals universitet. Loriot uppnådde en mycket stor popularitet med sitt träffsäkra språk och sin komik. Flera av hans formuleringar har kommit att bli bevingade ord i tyskan. Loriot avled den 22 augusti 2011.
År 2020 beslutade Berlins senat att utse Loriots gravplats på Heerstrassekyrkogården i Berlinstadsdelen Westend till hedersgrav, vilket innebär att skötseln permanent övertas av stadsdelsområdesförvaltningen. En tradition har uppstått att placera badankor på gravstenen, vilket är en syftning på Loriots välkända sketch Herren im Bad.

## Utmärkelser i urval

### Förtjänstordnar
- Järnkorset 2:a klassen, 1943
- Järnkorset 1:a klassen, 1943
- Bundesverdienstkreuz, stort förtjänstkors, 1974
- Bayerischer Verdienstorden, 1980
- Berlins förtjänstorden, 1990
- Bayerischer Maximiliansorden für Wissenschaft und Kunst, 1995
- Bundesverdienstkreuz, stort förtjänstkors med stjärna, 1999

### Priser och utmärkelser
- 1970: Årets piprökare
- 1973: Adolf-Grimme-Preis
- 1974: Karl-Valentin-Orden
- 1978: Goldene Kamera
- 1979: Deutscher Kleinkunstpreis
- 1980: Hedersmedlem i Art Directors Club
- 1985: Kasseler Literaturpreis für grotesken Humor
- 1986: Telestar Ehrenpreis für Fernsehunterhaltung
- 1986: Critici in erba
- 1988: Bambi
- 1988: Ernst-Lubitsch-Preis, bästa tyskspråkiga komedi (Ödipussi)
- 1992: DIVA – Deutscher Entertainment Preis
- 1993: Bambi
- 1993: Hedersmedborgare i Brandenburg an der Havel och Münsing
- 1993: Medlem i Bayerischen Akademie der Schönen Künste
- 1996: Der Goldene Löwe, hederslejonet
- 1997: Medlem i Akademie der Künste (Berlin)
- 1999: Weilheimer Literaturpreis
- 1999: Oberbayerischer Kulturpreis
- 2000: DIVA – Deutscher Entertainment Preis
- 2001: Hedersdoktor vid Wuppertals universitet
- 2003: Hedersmedlem av ensemblen, Münchner Staatstheater am Gärtnerplatz
- 2003: Professors namn, Universität der Künste Berlin
- 2004: Jacob-Grimm-Preis
- 2005: Pro meritis scientiae et litterarum
- 2007: Wilhelm-Busch-Preis
- 2007: Bästa komiker, Unsere Besten på ZDF
- 2007: Deutscher Comedypreis, hederspris
- 2007: Kultureller Ehrenpreis der Landeshauptstadt München
- 2009: Deutsche Filmakademies hederspris
- 2009: Stern der Satire i Mainz
- 2009: Bremer Stadtmusikantenpreis
- 2010: Stjärna på Boulevard der Stars i Berlin
- 2010: Hedersmedlem, Deutscher Gesellschaft für Soziologie
- 2011: Välgörenhetsfrimärken med fyra Loriotserier
- 2012: Spindelarten Otacilia loriot uppkallad efter loriot
- 2013: En del av Hillmannplatz i Bremen ombenämns Loriotplatz.
- 2013: Minnesmärkeskolonn på Eugensplatz i Stuttgart
- 2013: LovelyBooks Leserpreis